# Menachem Begin

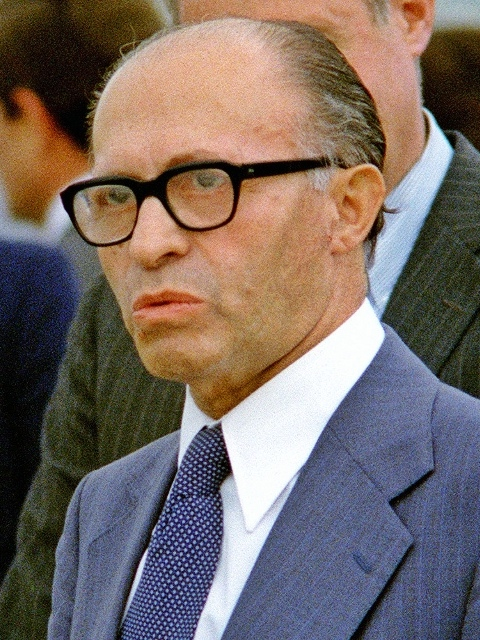
Menachem Begin (1978)

Menachem Begin (hebräisch מנחם בגין; geboren am 16. August 1913 in Brest, damals Russisches Kaiserreich, als Mieczysław Biegun; gestorben am 9. März 1992 in Tel Aviv, Israel) war ein israelischer Politiker und Jurist. Begin war von 1977 bis 1983 Ministerpräsident, außerdem Außen- (1979–1980) und Verteidigungsminister (1980–1981) Israels.
Begin war ein führender Vertreter des Revisionistischen Zionismus. Nachdem er zunächst aus Polen vor den deutschen Besatzern geflohen war, gelangte er über die Sowjetunion in das Mandatsgebiet Palästina, wo er 1943 Kommandeur der terroristischen Untergrundorganisation Irgun Tzwai Le’umi wurde. Nach der Staatsgründung Israels 1948 wandte er sich der Politik zu und gründete die rechte, revisionistisch-zionistische Partei Cherut, die er bis 1983 führte.
Cherut war die wichtigste Oppositionskraft Israels, bis sie während des Sechstagekrieges 1967 einer Regierung der nationalen Einheit beitrat, in der Begin bis 1970 Minister ohne Geschäftsbereich war. 1973 gründete er den national-konservativen Likud-Block. Dieser gewann 1977 die Wahl, und Begin wurde israelischer Ministerpräsident. In seine Amtszeit fiel sowohl der Friedensschluss mit Ägypten, für den er 1978 gemeinsam mit Muhammad Anwar as-Sadat den Friedensnobelpreis erhielt, als auch der erste Libanonkrieg 1982. Im Oktober 1983 trat er als Ministerpräsident aufgrund ausbleibender Erfolge im Libanon zurück.

## Leben

### Jugend und Aktivität in Betar und Anders-Armee
Begin wurde in Brest (damals Russisches Kaiserreich, heute Belarus) geboren. Sein Vater war Sekretär der dortigen jüdischen Gemeinde, seine Mutter entstammte einer orthodoxen Rabbinerfamilie. Beide wurden während des Holocaust von den deutschen Nationalsozialisten ermordet. Menachem ging auf eine Misrachi-Schule und besuchte danach ein polnisches Gymnasium.

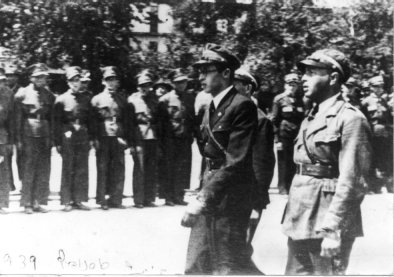
Begin (Bildmitte) bei der Inspektion einer polnischen Betar-Gruppe (1935)

Seit 1929 gehörte er der revisionistisch-zionistischen Betar-Bewegung unter der Führung von Wladimir Jabotinsky an, die in Hinblick auf die Gründung eines jüdischen Staates in Eretz Israel maximale und kompromisslose Forderungen vertrat. Er sollte nicht nur das damalige britische Mandatsgebiet Palästina westlich des Jordans, sondern auch Transjordanien umfassen. Begin studierte Rechtswissenschaften an der Universität Warschau und stieg zugleich in führende Positionen der Betar auf.
Von 1936 bis 1938 war er Generalsekretär des tschechoslowakischen Betarzweiges und 1939 wurde er Chef der polnischen Betar. Nach dem deutschen Überfall auf Polen im selben Jahr floh er vor den einrückenden Deutschen nach Wilna, das nach dem Einmarsch der Roten Armee unter sowjetischer Besatzung war. Dort wurde Begin inhaftiert und als „Agent des britischen Imperialismus“ zu acht Jahren Zwangsarbeit in einem Straflager im sibirischen Workuta verurteilt.
Er wurde 1941 nach dem deutschen Überfall auf die Sowjetunion und Unterzeichnung des Sikorski-Maiski-Abkommens als polnischer Staatsbürger freigelassen und trat freiwillig den Polnischen Streitkräften in der Sowjetunion unter dem Kommando von General Władysław Anders bei. Im Jahr 1942 im Rang eines Korporals wurde Begin mit der polnischen Armee in den Iran und später nach Palästina überstellt. Er kam 1942 in das Land, wo er den Dienst in der Anders-Armee quittierte. Dort wurde 1943 sein Sohn Benny geboren.

### Irgun-Führer in Palästina

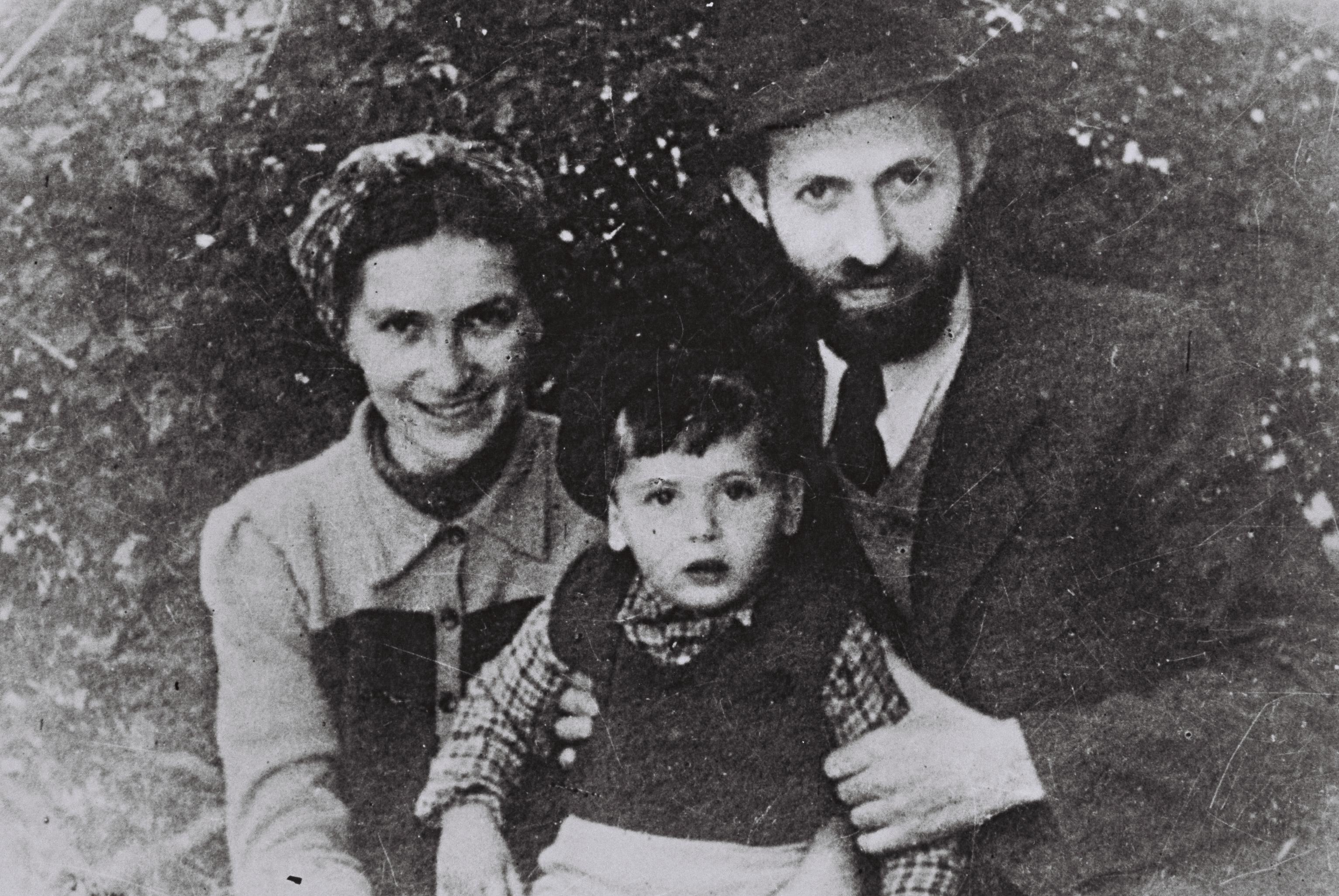
Begin in der Tarnung als Rabbi Sassover mit Frau Aliza und Sohn Benyamin-Zeev (Tel Aviv, Dezember 1946)

Als Begin 1942 in Palästina aus der „Anders-Armee“ entlassen wurde, trat er in die zionistische paramilitärischen Untergrundorganisation Irgun Zwai Leumi (auch als Etzel bekannt) ein, die mit terroristischen Mitteln gegen die britische Mandatsmacht und arabische Palästinenser kämpfte. Begin wurde 1943 deren Anführer.
Begin war verantwortlich für den Sprengstoffanschlag auf das King David Hotel 1946 in Jerusalem, bei dem 91 Menschen ums Leben kamen (unter anderem 28 britische Staatsangehörige, 41 Araber, 17 Juden).
Unter Begins Befehl wurden zwei britische Soldaten – Clifford Martin und Mervyn Paice – entführt und gehängt. Begin wurde anschließend von den Briten steckbrieflich gesucht. Er tarnte sich unter anderem als bärtiger Rabbi Sassover.
Umstritten ist Menachem Begins Verwicklung in das Massaker von Deir Yasin vom 9. April 1948 an Arabern. Allerdings hat Begin selbst von einem Massaker gesprochen und dieses gerechtfertigt. Manche Historiker, so der im englischen Exeter lehrende Israeli Ilan Pappe, werfen der von Begin geführten Irgun systematische ethnische Säuberung und Massaker an der arabisch-palästinensischen Bevölkerung vor. Andere Historiker, darunter der gleichfalls den Neuen israelischen Historikern zugerechnete Benny Morris – halten eine derartige Bewertung für nicht haltbar.

### Gründung Israels und der Cherut-Partei

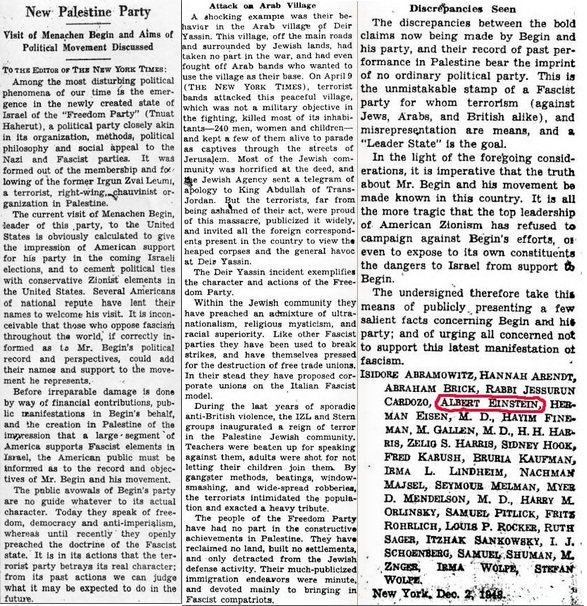
Leserbrief an die New York Times, unterschrieben u. a. von Albert Einstein, Hannah Arendt, Stefan Wolpe

Nach der Israelischen Unabhängigkeitserklärung 1948 löste sich die Irgun auf, und Begin gründete die Cherut-Partei. Als sich Begin Ende 1948 in New York aufhielt, um unter Amerikanern mit jüdischem Hintergrund Geld für die neu gegründete Partei zu sammeln, verfassten 26 zumeist jüdische Intellektuelle, darunter Hannah Arendt und Albert Einstein, einen Leserbrief an die New York Times. Darin wiesen sie auf seine terroristische Vergangenheit hin und warnten vor der Cherut-Partei, die sie als „jüngste Manifestation des Faschismus“ bezeichneten.
Seine Partei, die eine Ausdehnung Israels auf die Grenzen des Britischen Mandats vor der Abspaltung des Königreichs Jordanien 1922 anstrebte, wurde 1949 drittstärkste Kraft im israelischen Parlament (hinter zwei linkszionistischen Parteien und einem Bündnis orthodox-religiöser Parteien). Begin hielt sich jedoch im Hintergrund und wurde aufgrund seiner terroristischen Vergangenheit auch gemieden. Seine politischen Gegner des sozialistischen Parteienspektrums in Israel sowie eines breiteren politischen Spektrums im Ausland betrachteten Begin, wie überhaupt den revisionistischen Zionismus, als „faschistisch“ und „rechtsradikal“. So verglich David Ben-Gurion Begin 1963 mit Adolf Hitler, und Erich Fried verglich ihn 1982 mit Reinhard Heydrich.
Nach Angaben von Elieser Sudit war Menachem Begin der Drahtzieher für den von Sudit versuchten Bombenanschlag gegen Bundeskanzler Konrad Adenauer am 27. März 1952. Beim Versuch, die Bombe zu entschärfen, kam ein deutscher Brandmeister der Feuerwehr ums Leben. Begin war ein entschiedener Gegner des sogenannten Wiedergutmachungsabkommens zwischen Israel und der Bundesrepublik Deutschland gewesen. Adenauer hatte er in der Knesset als „Mörder“ bezeichnet.

### Politischer Aufstieg
Ab den Wahlen 1955 war die von Begin geführte Cherut-Partei stets zweitstärkste Kraft in der Knesset, lag aber weit hinter der regierenden Arbeiterpartei Mapai und stagnierte bei 15 bis 17 Sitzen. War die Partei zunächst aufgrund ihrer terroristischen Vergangenheit und radikalen Ideologie von den anderen politischen Kräften geächtet, bemühte sich Begin, sie durch eine pragmatischere Linie stärker in das politische System zu integrieren. Hatte sich die Cherut zuvor aufgrund der Feindschaft von revisionistischen und sozialistischen Zionisten vom mächtigen Gewerkschaftsbund Histadrut ferngehalten, bildete sie ab 1963 eine eigene Fraktion innerhalb der Gewerkschaft. Auch das Ziel des Revisionistischen Zionismus einer „vollständigen Wiederherstellung des Heimatlandes“ (Großisrael) legte Begin pragmatischer aus; Forderungen der Cherut auf Gebiete östlich des Jordans (im Königreich Jordanien) nahmen in dieser Zeit ab.
Vor den Wahlen 1965 bildete die Cherut ein Bündnis mit der Israelischen Liberalen Partei gegen die Dominanz der Mapai und ihrer sozialistisch-zionistischen Verbündeten. Spitzenkandidat und Fraktionsvorsitzender dieses Mitte-rechts-Bündnisses namens Gachal (Block Cherut und Liberale) war Begin. Dies brachte der Cherut einen Legitimitätsschub. Bei der Wahl enttäuschte der Block jedoch und blieb weit abgeschlagen hinter dem linken Bündnis HaMaʿarach unter Führung der Mapai. Mit Ausbruch des Sechstagekrieges am 5. Juni 1967 trat der Gachal in eine Regierung der nationalen Einheit ein. Menachem Begin wurde ebenso wie der Liberale Josef Sapir Minister ohne Geschäftsbereich im Kabinett Levi Eschkol III. Dieses Amt behielt er auch nach dem Tod Eschkols unter der neuen Ministerpräsidentin Golda Meir.
Das Kabinett stimmte 1970 dem Friedensplan des amerikanischen Außenministers William P. Rogers zu, der einen Rückzug der israelischen Truppen auf sichere Grenzen verlangte. Auf Grund der Befürchtung, dass Israel nun aufgeteilt werden könnte, verließ Begin mit seinem Mitte-rechts-Block am 6. August 1970 die Regierung, um gegen die Land-für-Frieden-Politik zu protestieren. Der national-liberale Gachal wurde vor den Wahlen 1973 um weitere rechte Parteien zum Likud-Block erweitert, als Gegengewicht zum Zusammenschluss der Arbeiterparteien. Bei der Wahl machte das Mitte-rechts-Lager deutliche Zugewinne, blieb aber hinter den Sozialdemokraten und weiterhin in der Opposition.

### Ministerpräsident

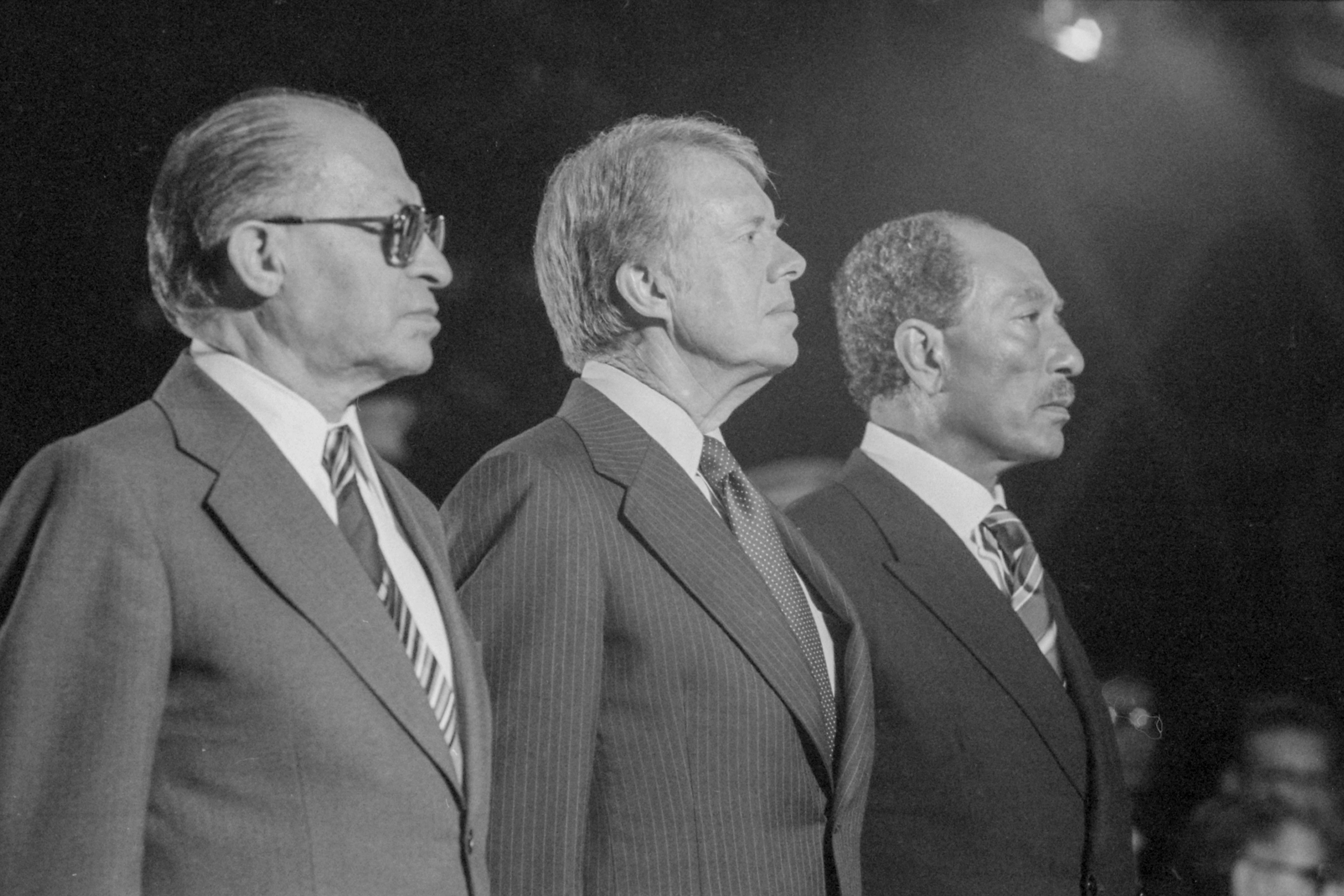
Menachem Begin, Jimmy Carter und Anwar as-Sadat in Camp David (1978)

Auf Grund seines gewachsenen Machtpotenzials durch den Likud-Block, durch die wachsende Anhängerschaft orientalischer Juden (Mizrachim), deren Ressentiments er bewirtschaftete, sowie Korruptionsvorwürfen gegen die Regierung Jitzchak Rabins und die immer weiter anwachsende Inflation wurde der Likud im Jahr 1977 erstmals stärkste Kraft und Menachem Begin ab Mai 1977 der erste Likud-Ministerpräsident (bzw. der erste Ministerpräsident der politischen Rechten) und der insgesamt sechste Ministerpräsident des Staates Israel. Er bildete eine Regierung bestehend aus rechten und orthodox-religiösen, konservativen Parteien.
Im November desselben Jahres kam es zum historischen Treffen mit Ägyptens Präsident Muhammad Anwar as-Sadat. Auf Vermittlung von US-Präsident Jimmy Carter war das Jahr 1978 gekennzeichnet durch Verhandlungen auf dessen Feriensitz Camp David, die in einem Abkommen gipfelten und im März 1979 zum israelisch-ägyptischen Friedensabkommen führten. Begin und Sadat erhielten für das Camp-David-Abkommen den Friedensnobelpreis des Jahres 1978. Gegen die Entscheidung, Begin auszuzeichnen, gab es in Norwegen so heftige Proteste, dass die Übergabezeremonie in der Festung Akershus stattfinden musste.
Nach den Grundsätzen des israelisch-ägyptischen Friedensabkommens übergab Israel die Sinai-Halbinsel an Ägypten. Zugleich wurden alle israelischen Siedlungen (auch die Stadt Yamit) entfernt. Begin musste sich erheblichem Widerstand innerhalb des eigenen Regierungslagers aussetzen, dies führte zugleich zu einem Bruch innerhalb des Likud-Blocks. Im Juni 1981 wurde seine politische Rolle jedoch durch erneute Wahlen bestätigt, und er blieb Ministerpräsident. Kurz zuvor hatte er die Bombardierung des irakischen Leichtwasserreaktors Osirak angeordnet, da er eine unmittelbare atomare Bedrohung Israels durch den Irak befürchtete.
1982 ließ Begin die Armee in den Libanon einmarschieren. Dies rechtfertigte er mit der Begründung, dass die Palästinensische Befreiungsorganisation (PLO) Raketen auf zivile Gegenden in Nordisrael schoss und nicht zuletzt Terroranschläge gegen Israelis im Ausland fortführte. Der Terroranschlag und Tod des israelischen Botschafters in London durch eine PLO-Splittergruppe war nun Hauptgrund für den militärischen Einsatz im Libanon.
So begann die Operation „Frieden für Galiläa“, welche sechs Monate dauerte. Im darauffolgenden Waffenstillstandsabkommen wurde vereinbart, dass eine Pufferzone im Süden des Libanons aufgebaut wurde und israelische Einheiten bis ins Jahr 2000 dort stationiert sein sollten.
Weltweites Aufsehen erregte die Besetzung Beiruts im September 1982 mit dem Massaker in den Palästinenserlagern von Sabra und Schatila: Christliche libanesische Milizen massakrierten dort Hunderte von Palästinensern – Frauen, Männer und Kinder –, ohne dass die in der Nähe stationierten israelischen Armeeeinheiten eingriffen. Die israelische Armee erhellte die Lager während der Nacht mit Leuchtraketen, um die phalangistischen Milizen zu unterstützen. Nach einer israelischen Untersuchung durch die Kahan-Kommission musste der Hauptverantwortliche für den Libanon-Feldzug, der damalige Verteidigungsminister Ariel Scharon, zurücktreten. Scharon wurde allerdings noch im gleichen Jahr Minister ohne Geschäftsbereich. Begin reagierte auf das Massaker ungerührt, als er sagte: „Die Christen ermorden die Muslime und die Goyim [Nichtjuden] geben den Juden die Schuld.“
Am 17. Mai kam es zu einem israelisch-libanesischen Abkommen, das einen vollständigen Rückzug der israelischen Truppen vorsah. Im Juli des Jahres zog Begin einen Teil der Truppen tatsächlich ab. Das von Scharon angeordnete Flächenbombardement Beiruts am 10. August führte zu einer Verschlechterung der Beziehungen zur amerikanischen Regierung unter Reagan. Begins Weigerung, ausländischen Hilfsorganisationen Zugang zu den Schlachtfeldern und den bombardierten Städten und Dörfern im Libanon einzuräumen, führte zu einem Ansehensverlust Israels. Großbritannien, Frankreich und die EG verurteilten Begins Vorgehen.

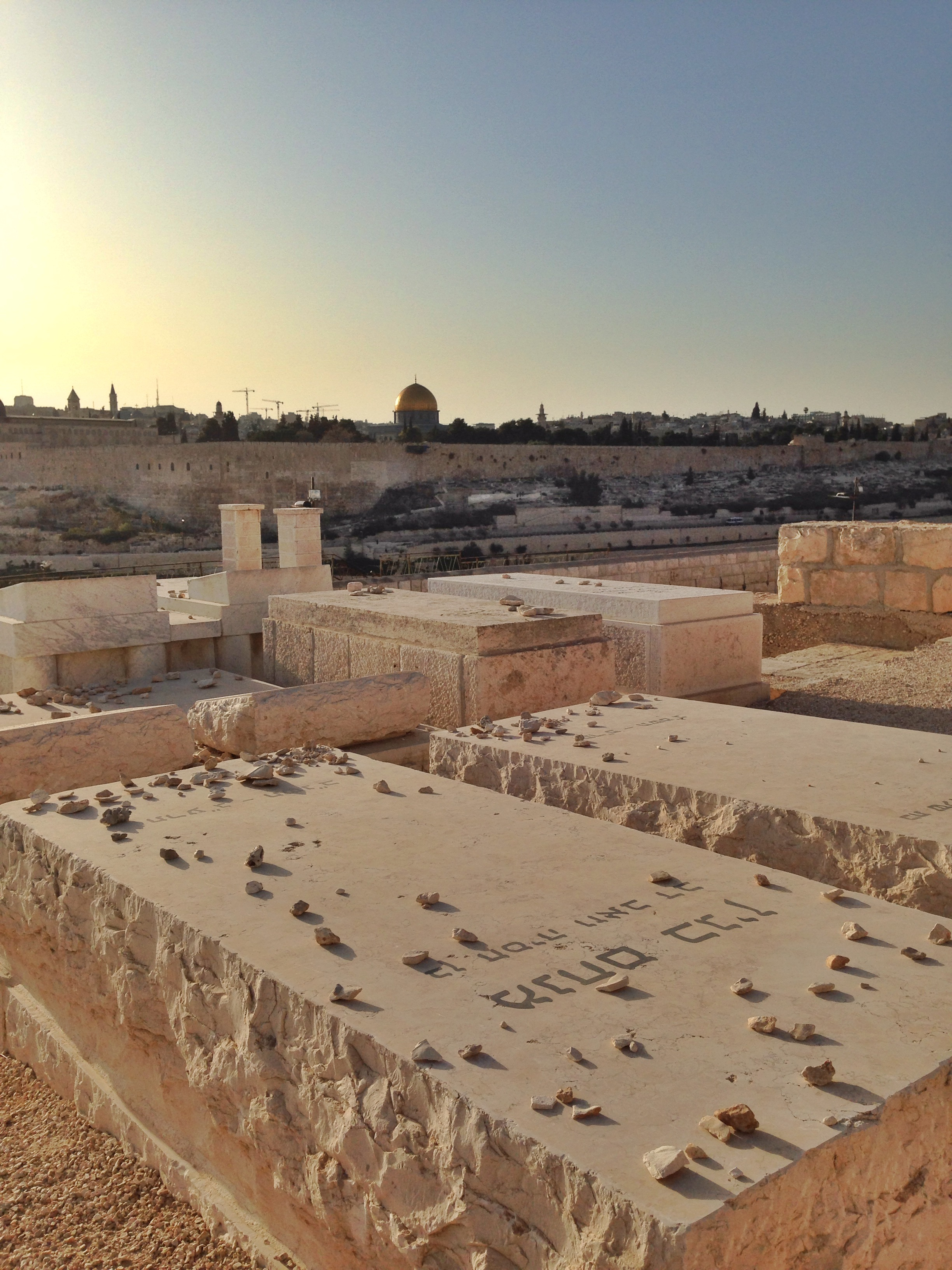
Menachem Begins Grab auf dem Jüdischen Friedhof am Ölberg

Begin trat am 15. September 1983 überraschend von all seinen Ämtern zurück. Bis heute ist nicht klar, was die genauen Umstände hierfür waren. Historiker vermuten, dass es an einer jahrelangen Depression lag, die sich durch die Ereignisse des Libanonkriegs und den Tod seiner Frau 1983 intensivierte. Der bisherige Außenminister Jitzchak Schamir folgte ihm sowohl als Vorsitzender des Likud als auch im Amt des Ministerpräsidenten. Begin starb am 9. März 1992 in Tel Aviv. Begraben wurde er auf dem Jüdischen Friedhof am Ölberg.

## Begin in der Kunst
- Im Zeichentrickfilm Waltz with Bashir wird Begin dargestellt.
- Im Roman Der fünfte Reiter von Larry Collins und Dominique Lapierre taucht Begin auf.
- Im Film ...die keine Gnade kennen (Raid on Entebbe, 1976) von Irvin Kershner wurde Begin von David Opatoshu gespielt.
- Barry Morse spielte Begin im Fernsehfilm Sadat (1983).

## Begin-Zentrum
Am 28. März 1998 beschloss die Knesset die Gründung des Menachem Begin Heritage Center in Jerusalem, welches das Erbe von Begin bewahren und als Forschungsinstitut dem Kampf um die Unabhängigkeit Israels und seiner Zukunftssicherheit dienen soll. Das Zentrum wurde am 16. Juni 2004 von Premierminister Ariel Sharon eröffnet. Das Museum erinnert an das Leben von Begin, die Bibliothek enthält auch Bücher aus seiner persönlichen Bibliothek. Das Forschungsinstitut fördert die Kooperation mit Universitäten und anderen Forschungszentren.
Das Begin-Zentrum vergibt einen jährlichen Preis an eine Person oder Organisation, die wichtige Arbeit zum Wohle des Staates Israel und/oder des jüdischen Volkes geleistet hat. Zu den früheren Preisträgern gehören Ilan Ramon, der erste israelische Astronaut, Kåre Kristiansen, ein norwegischer Politiker, der das Nobelpreiskomitee verließ, als der Preis an Jassir Arafat verliehen wurde und Rabbi Avraham Elimelech Firer, Gründer von Ezra L'Marpeh, einer Gesellschaft, die Menschen anleitet, die medizinische Behandlung suchen. Die israelische Ministerin Pnina Tamano-Schata hat 2021 den erstmals vergebenen Begin-Schild-Preis vom Begin-Zentrum für Führungsstärke erhalten.

## Schriften
- המרד: זכרונותיו של מפקד הארגון הצבאי הלאומי בארץ־ישראל (Der Aufstand: Die Erinnerungen des Kommandeurs der Nationalen Militärorganisation in Palästina). 1951.
  - Englisch: The Revolt. Übersetzt von Samuel Katz. W. H. Allen, London 1951.
- בלילות לבנים (Weiße Nächte). Jerusalem 1953.
  - Englisch: White Nights. The Story of a Prisoner in Russia. Übersetzt von Katie Kaplan. Macdonald, London 1957.